# Пікір великий
Пікір великий (Alaemon alaudipes) — вид горобцеподібних птахів родини жайворонкових (Alaudidae). Мешкає в Північній Африці та на Близькому Сході.

## Опис

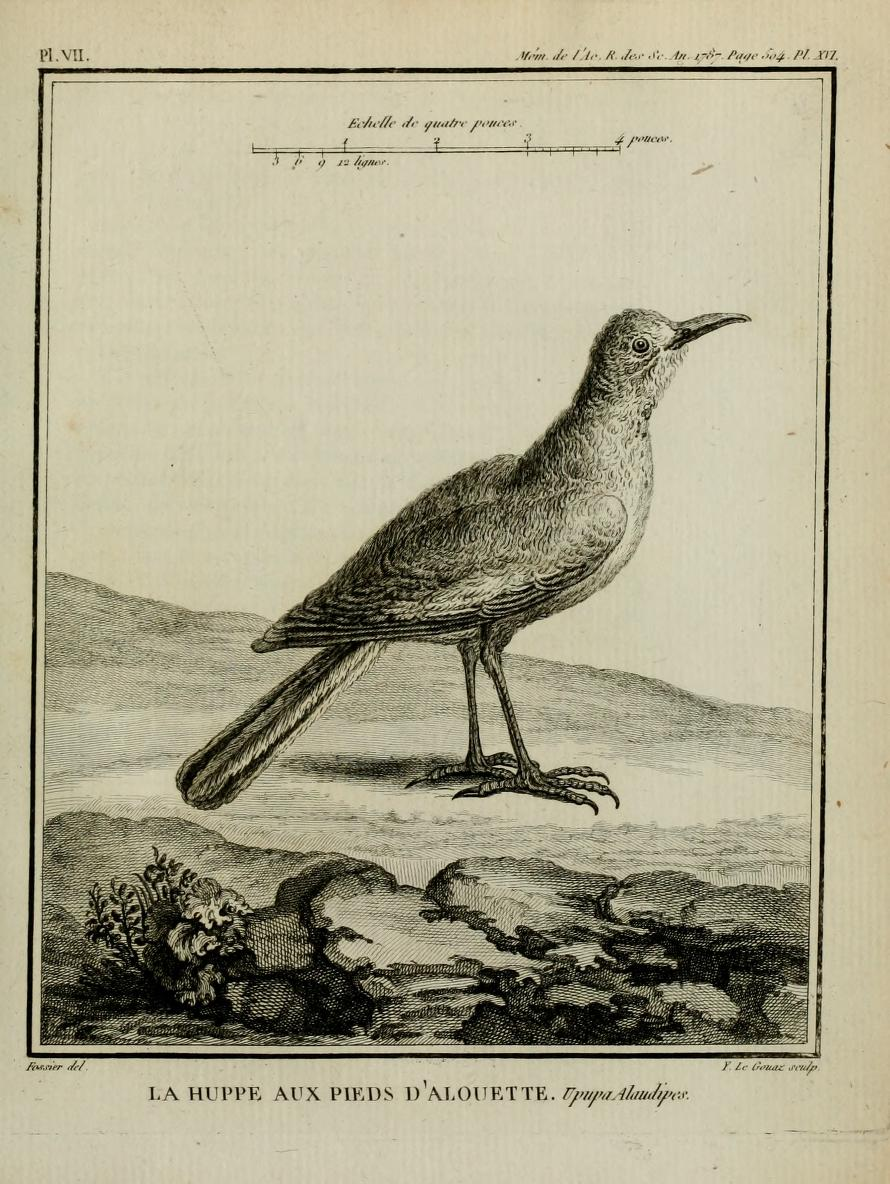
Малюнок, що супроводжував науковий опис виду

Пікір великий — це великий, стрункий і довгоногий жайворонок, з довгим і дещо вигнутим дзьобом. Птах досягає довжини 19-23 см, довжина дзьоба становить 3-3,5 см. Крила широкі і заокруглені, хвіст відносно довгий. довжина заднього пальця становить 6,2–8,6 мм; він доволі короткий і сильно зігнутий вниз. Самці і самки не різняться за забарвленням, однак самці дещо більші і важчі за самок: вага самців становить 39–51 г, самок 30-47 г.
Забарвлення дорослих птахів варіюється від піщаного до бежево-коричневого кольору. На лобі, тім'ї, шиї і по бокам голови пір'я має сірий відтінок. Над очима є «брови» кремового кольору, від дзьоба в бік шиї ідуть смуги темного кольору, що нагадують вуса. Дзьоб темно-сірий, райдужка темно-коричнева. Груди кремового кольору, поцятковані темними плямками, живіт кремово-білий. Лапи світло-сірі. Кінчик язика в птаха роздвоєний.

## Поширення і екологія

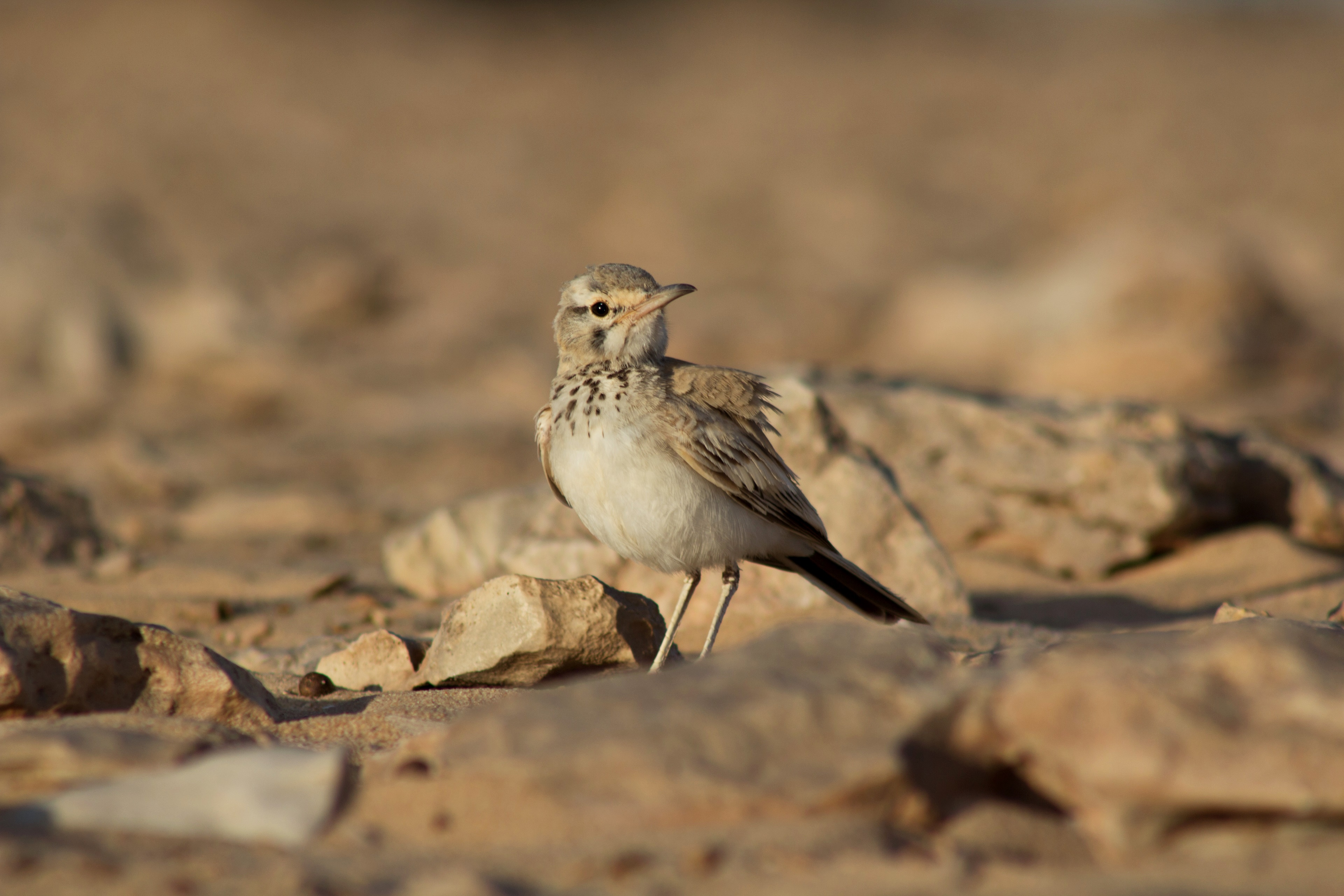
Великий пікір

Західною межею поширення великого пікіра є архіпелаг Кабо-Верде, де він мешкає на островах Сал, Боа-Вішта і Маю. В Північній Африці його ареал досягає півдня Марокко і Мавританії, півночі і центру Малі, центрального Нігеру, центрального і східного Чаду, півночі Судану. На Близькому Сході ареал великого пікіра простягається від Сирії, Йорданії і півночі Саудівської Аравії вздовж узбережжя Червоного моря до північного заходу Сомалі і південного Ємену. На сході ареал великого пікіра досягає Пакистана і північно-захдної Індії.
2 травня 1997 року в дельті річки Гьоксу був помічений великий пікір: це був перший випадок появи птаха на території Туреччини. Також цей вид птахів був помічений на Мальті: до 1977 року було зареєстровано 13 таких випадків.
Великий пікір населяє пустелі і напівпустелі з солончаковими і піщаними ґрунтами. Живе як на рівнинах, так і гористій місцевості; в Пакистані зустрічається на висоті до 2000 м над рівнем моря. Найбільш масово великий пікір зустрічається в прибережних районах Північної Африки. Для цього вида птахів важливим є наявність відкритих піщаних ділянок.

## Таксономія
Великий пікір був описаний Рене Луїшем Дефонтеном в 1789 році у праці «Histoire de l'Académie royale des sciences» за голотипом, що походив з Тунісу. Він дав новому виду птахів латинську назву Upupa alaudipes і відніс його до роду Одуд (Upupa).

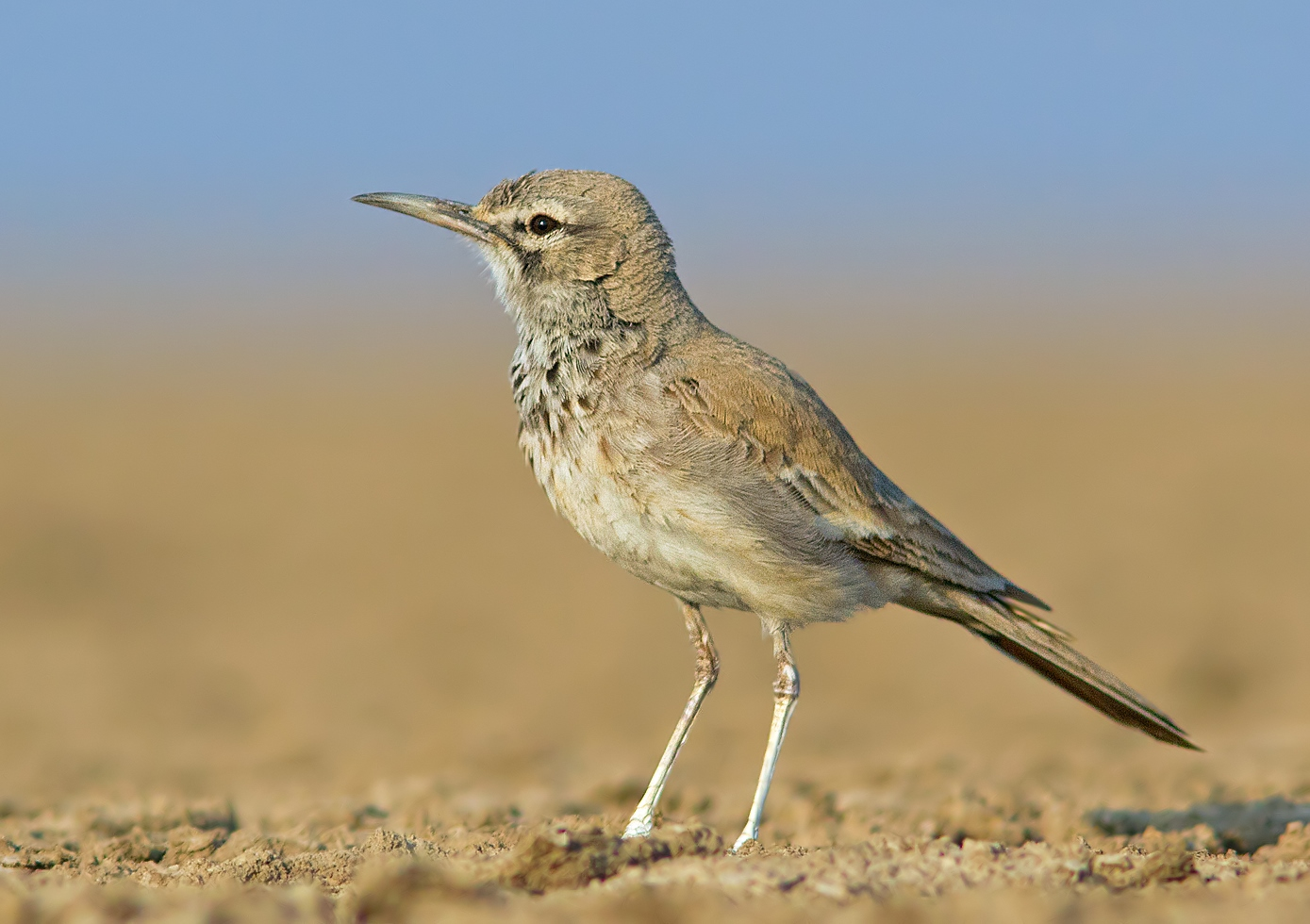
Великий пікір

### Підвиди
Виділяють чотири підвиди:
- A. a. boavistae Hartert, 1917 — архіпелаг Кабо-Верде[15]
- A. a. alaudipes (Desfontaines, 1789) — північна Африка і Близький Схід
- A. a. desertorum (Stanley, 1814) — узбережжя Червоного моря[16]
- A. a. doriae (Salvadori, 1868) — від Іраку до Пакистану і Індії[17]

Забарвлення підвидів може дещо відрізнятися: так, в представників підвиду A. a. boavistae верхня частина тіла темнішого, коричнюватого відтінку; їх дзьоби коротші, а в представників підвиду A. a. desertorum плями на грудях чіткіші і яскравіші.

### Етимологія
Наукова назва роду Alaemon походить від дав.-гр. αλημων — мандрівник. Видовий епітет alaudipes походить від лат. alauda- жайворонок і лат. pes- стопа.

## Поведінка
Великі пікіри живуть парами або поодинці. Вони харчуються комахами, насамперед жуками, яких шукають на землі. Були помічені випадки, коли переховуючись від спеки, великі пікіри ховались в норах єгипетських шипохвостів. Також птахи ховались в тіні акацій або сиділи на верхівках дерев, уникаючи розпеченої поверхні.

## Розмноження

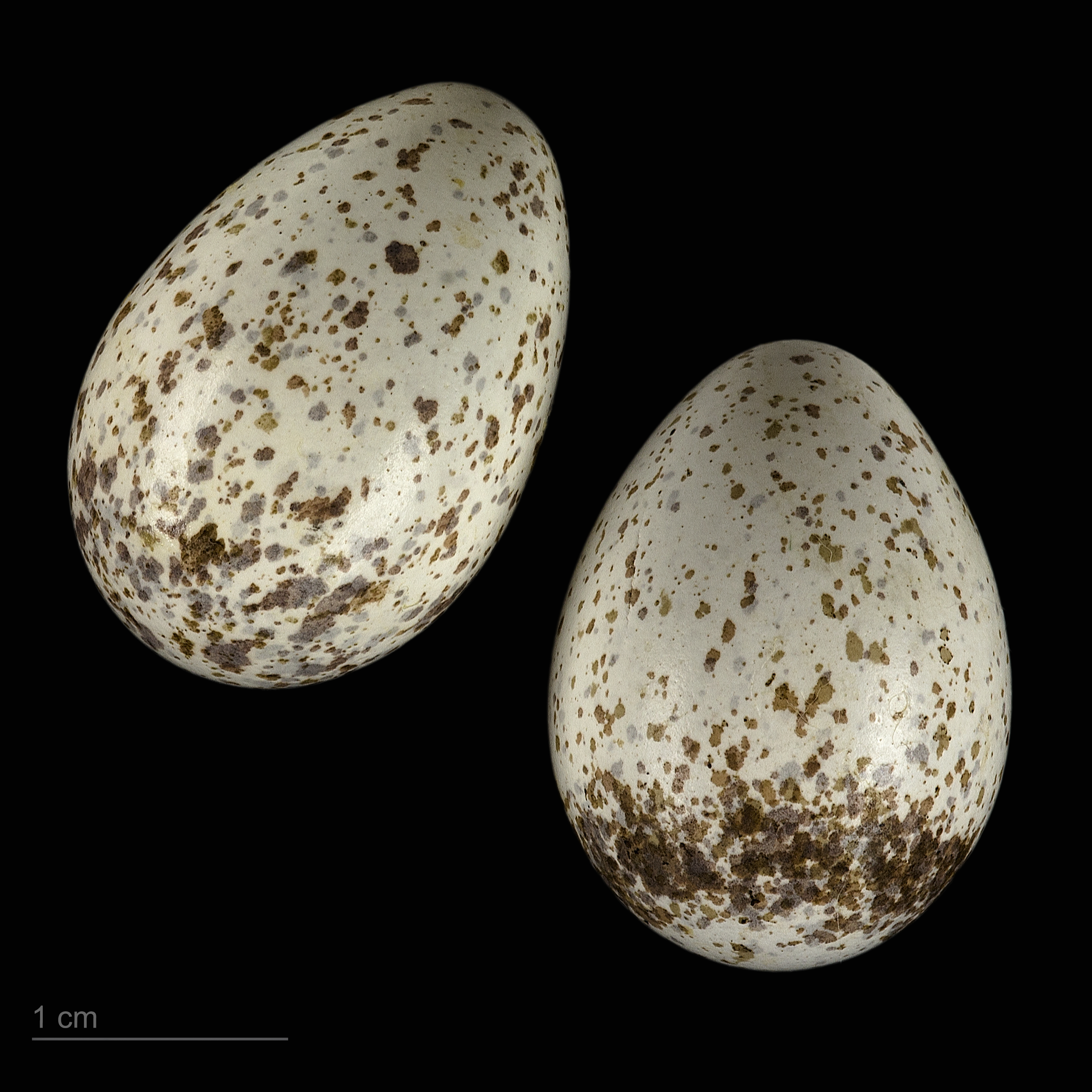
яйце Alaemon alaudipes alaudipes - Тулузький музей

В Кабо-Верде сезон розмноження триває з жовтня по березень, в Саудівській Аравії- з лютого по червень, в Індії і Пакистані- з березня по липень, іноді по вересень. Гніздо будується з гілочок, діаметр його становить 7,5 см, глибина 4 см. Розміщується гніздо на землі або в чагарнику. В кладці 2-4 яйця білого кольору, поцятковані коричневими плямками, розміром 23,8×17,5 мм. Інкубаційний період триває 12-13 днів, пташенята залишаються в гнізді ще 10-12 днів. Самка може відволікати увагу хижаків від гнізда, вдаючи поранення.

## Збереження
МСОП вважає цей вид таким, що не потребує особливих заходів зі збереження. Це численний і поширений вид птахів. Він присутній в багатьох природоохоронних зонах, зокрема в Тібесті, пустелі Регістан, Тассілі-н'Адджері, в архіпелахі Дахлак